# Таскарасуський сільський округ
Таскарасу́ський сільський округ (каз. Тасқарасу ауылдық округі, рос. Таскарасуский сельский округ) — адміністративна одиниця у складі Уйгурського району Алматинської області Казахстану. Адміністративний центр — село Таскарасу.
Населення — 2981 особа (2021; 2820 у 2009, 3114 у 1999, 3129 у 1989).
Станом на 1989 рік існувала Ташкарасуська сільська рада (села Ілі, Ташкарасу).

## Склад
До складу округу входять такі населені пункти:
| Населений пункт | Населення, осіб (1989) | Населення, осіб (1999) | Населення, осіб (2009) | Населення, осіб (2021) |
| --------------- | ---------------------- | ---------------------- | ---------------------- | ---------------------- |
| Ілі, село       | 388                    | -                      | -                      | -                      |
| Таскарасу, село | 2741                   | 3114                   | 2820                   | 2981                   |